# Epicasta ocellata
Epicasta ocellata là một loài bọ cánh cứng trong họ Cerambycidae.